# 동물 의사소통
동물 의사소통은 한 마리 또는 한 무리의 동물(발신자)에서 하나 이상의 다른 동물(수신자)에게 수신자의 현재 또는 미래 행동에 영향을 미치는 정보를 전송하는 것이다. 정보는 구애 과시처럼 의도적으로 전송될 수도 있고, 카이로몬을 사용하여 포식자로부터 먹이로 냄새를 전달하는 것처럼 의도치 않게 전송될 수도 있다. 정보는 여러 수신자의 "청중"에게 전송될 수 있다. 동물 의사소통은 동물 행동, 사회학, 신경학 및 동물 인지를 포함한 학문 분야에서 빠르게 성장하는 연구 분야이다. 상징적 이름 사용, 감정 표현, 학습, 성적 행동 등 동물 행동의 여러 측면이 새로운 방식으로 이해되고 있다.
보낸이의 정보가 받는이의 행동을 변화시키는 경우 해당 정보를 "신호"라고 한다. 신호 이론은 모집단 내에서 신호가 유지되기 위해서는 발신자와 수신자 모두 일반적으로 상호 작용으로부터 어느 정도 이익을 받아야 한다고 예측한다. 발신자의 신호 생성과 수신자의 인식 및 그에 따른 반응은 공진화되는 것으로 생각된다. 신호에는 종종 여러 메커니즘이 포함된다. 시각과 청각 모두를 포함하며, 신호를 이해하려면 발신자와 수신자 모두의 조화로운 행동을 주의 깊게 연구해야 한다.

## 같이 보기
- 동물 의식
- 인간동물학
- 생물기호학
- 신체 언어
- 언어의 기원